# Hardstyle
O hardstyle é um gênero de música eletrônica de dança com origem nos gêneros Hardcore / gabber, consistindo na fusão desses gêneros com o Hard Trance. Sua origem está nos Países Baixos, onde os primeiros eventos do estilo foram mantidos no fim de 1999, começando oficialmente no ano de 2000.
Uma das figuras principais no desenvolvimento do estilo foi Dana van Dreven (DJ Dana), que depois seguiu mais tarde de seus colegas da era do Hardcore, como Pavo, Darkraver, Luna e The Prophet que hoje fazem parte da mega-organização de eventos musical holandesa Q-dance. A empresa é marcada por seu grande crescimento e aperfeiçoamento com o estilo.[carece de fontes?].
O hardstyle é agressivo e varia de acordo com a localidade, seja alemão, holandês ou italiano. O sub-gênero italiano é considerado, com seus sons harmônicos, mais agradável[carece de fontes?], vindo de artistas como Cristiano Giusberti (mais conhecido por Technoboy). De forma em geral a música é rápida, consiste em um BPM de 140 a 160 batidas por minutos, quase iguais ao do Hard Trance e o Hardcore eletrônico.
O hardstyle é dividido em três subgéneros: rawstyle, early hardstyle e euphoric hardstyle.